# Matança del porc

Representació esquemàtica dels talls principals del porc

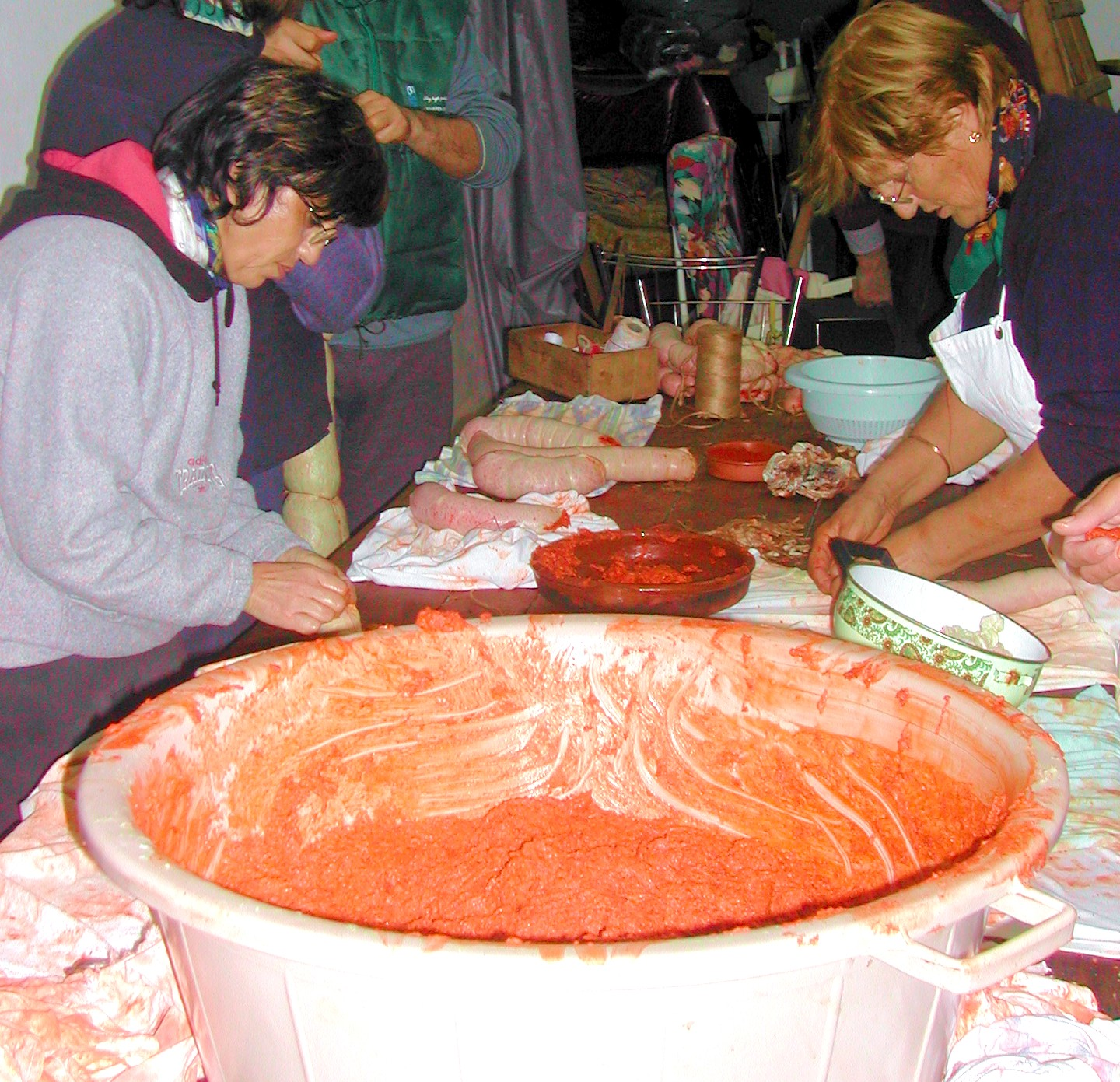
Matanceres a Son Ferriol Mallorca

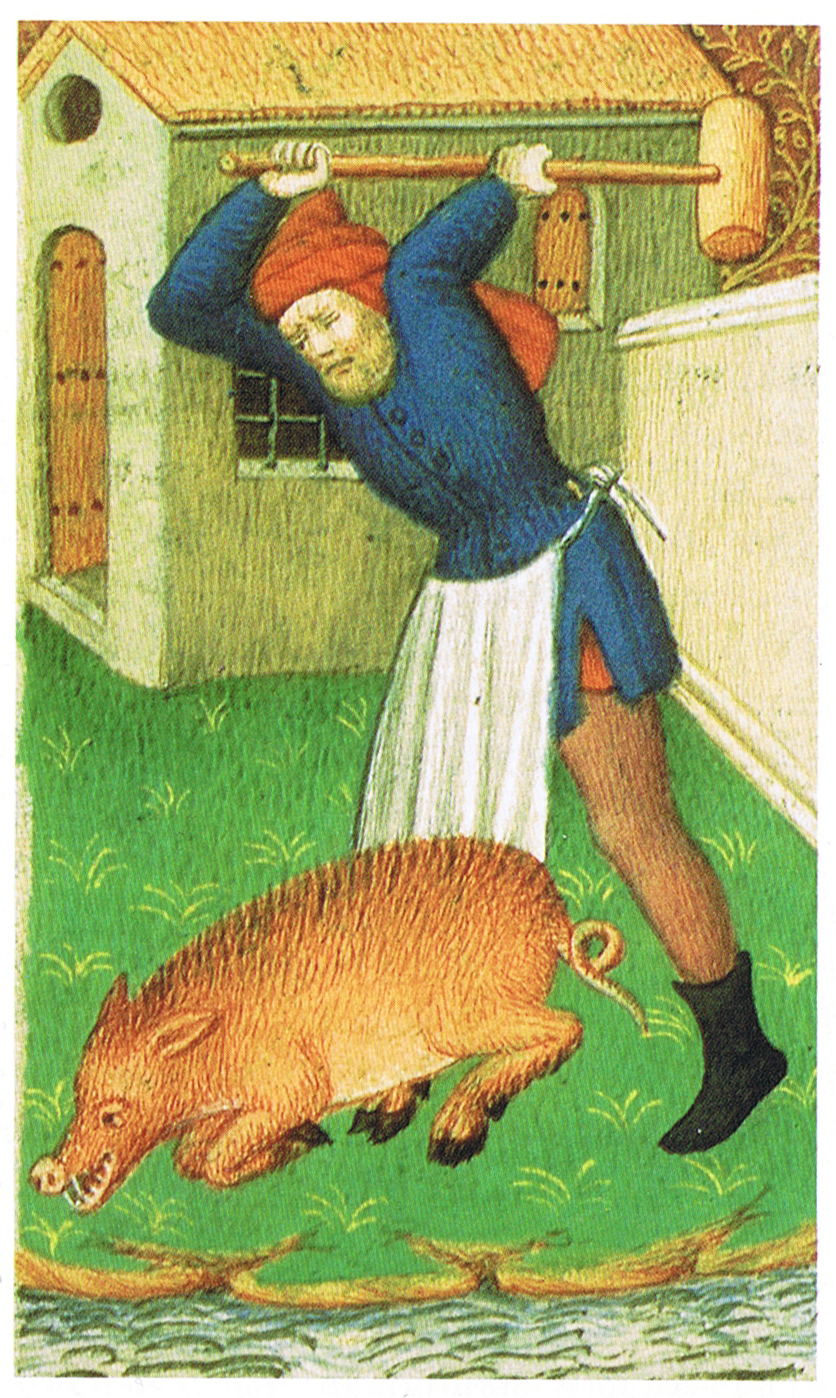
Matança d'un porc als temps medievals a Suècia

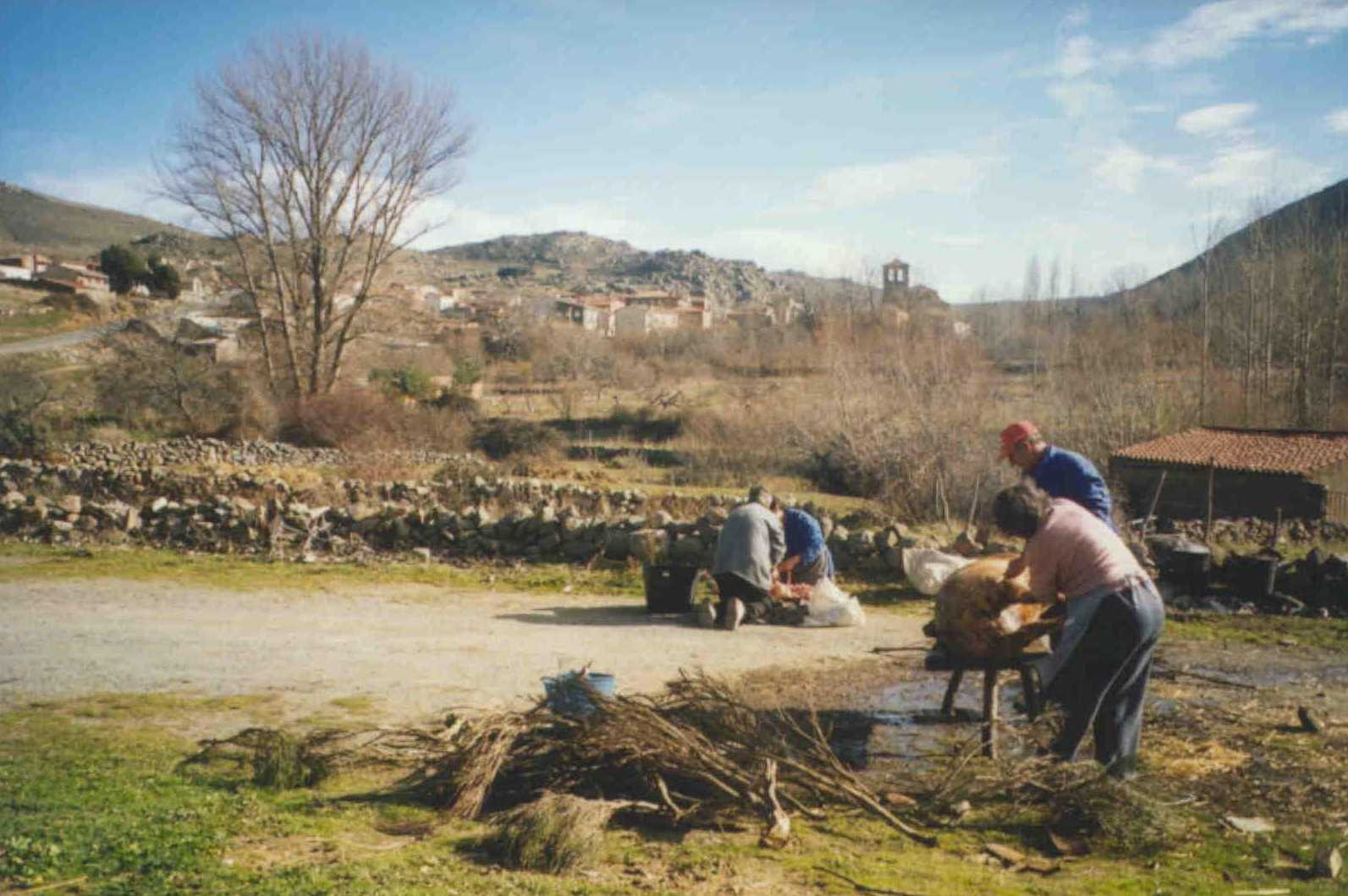
Raspant el porc a Riofrío (Àvila).

La matança del porc a Catalunya, matances a les Illes Balears o mataporc al País Valencià és l'activitat d'escorxar els porcs domèstics. En molts països europeus és una activitat econòmica important i necessària per a l'obtenció de la carn del porc així com dels embotits, com el botifarró, que és un producte tradicional elaborat a partir de la carn magra del porc, greix i espècies.
En les zones rurals de moltes cultures la matança del porc constitueix també l'ocasió de fer festa, acompanyada amb celebracions i danses. Entre els països on aquesta tradició és més arrelada cal destacar Croàcia i Sèrbia, on es coneix amb els noms de kolinje, prašćina, svinjokolj, svinjokolja o svinjokolje, Hongria (disznóvágás), la República Txeca (zabijačka), Eslovàquia (zabíjačka), Itàlia (maialata), Eslovènia (koline), Espanya (matanza) i Portugal (matança), així com Rússia, Grècia, Romania i Moldàvia.
Tradicionalment, la millor època per fer la matança era l'hivern quan calia carn fresca per les celebracions de Nadal i quan les activitats a les granges es veien molt reduïdes havent passat ja l'època de les collites. Normalment, quan les condicions de vida de les societats europees eren més espartanes, aquesta era l'única època de l'any en què la gent podia menjar porcions relativament grans de carn.

## Països Catalans
La matança del porc era una activitat tradicional a la Catalunya rural, al País Valencià i a les Illes Balears. En molts llocs l'11 de novembre, dia de Sant Martí, era un dels dies preferits per la matança.
En aquesta època tothom a la granja, mas o alqueria prenia part a l'activitat. Normalment, eren els homes els que mataven i tallaven els animals i les dones (matanceres) les que posteriorment preparaven els diversos productes. Aquests darrers es dividien entre els que calia menjar aviat, i els que eren per conservar per a consumir durant la resta de l'any com els embotits o els fumats.
La matança del porc és una experiència molt arrelada en la cultura catalana. Es troba en perill d'extinció a causa de certes normes sanitàries de la Comunitat Europea. Cal recordar que l'actual Llei de Protecció dels Animals de Catalunya, prohibeix expressament matar l'animal en públic.
Tot i això, encara es continua celebrant la matança del porc a Vall-de-roures (Matarranya) o Serra (Camp de Túria) entre altres llocs.
En molts llocs s'usa el nom de "Matança del porc" per a referir-se a fires gastronòmiques al voltant del porc, per exemple a la Cellera de Ter (la Selva), Passanant i Belltall, Cambrils, Artesa de Segre, La Llacuna, Rocafort de Vallbona i Sarrià de Ter, entre altres llocs.
Actualment que es troben tota mena d'aliments a totes les èpoques de l'any, cal fer un esforç per comprendre la importància de la matança en el passat. Cal tenir present però, que la carn provinent de la tradicional festivitat de la matança era l'única carn que moltes llars rurals menjaven en el transcurs de l'any, ja que llavors no hi havia carnisseries.